# Irving Allen
Ne doit pas être confondu avec le réalisateur, producteur et scénariste américain Irwin Allen
Irving Allen (né le 24 novembre 1905 à Lemberg, en Autriche-Hongrie, et mort le 17 décembre 1987  à Encino un quartier de Los Angeles situé au sud de la vallée de San Fernando, en Californie) est un producteur de cinéma et réalisateur américain.

## Filmographie

### Comme producteur
- 1947 : High Conquest (en)
- 1948 : 16 Fathoms Deep
- 1949 : Chase of Death
- 1950 : The Return of Gilbert and Sullivan
- 1950 : L'Homme de la tour Eiffel (The Man on the Eiffel Tower)
- 1951 : New Mexico (en)
- 1951 : Slaughter Trail (en)
- 1953 : Les Bérets rouges (The Red Beret)
- 1954 : April in Portugal (en) d'Euan Lloyd
- 1954 : L'Enfer au-dessous de zéro (Hell Below Zero) de  Mark Robson
- 1954 : Le Serment du chevalier noir (The Black Knight) de   Tay Garnett
- 1955 : Hold-up en plein ciel (A Prize of Gold)  de  Mark Robson
- 1955 : Commando sur la Gironde (The Cockleshell Heroes) de José Ferrer
- 1956 : Safari de   Terence Young
- 1956 : Odongo (en) de  John Gilling
- 1956 : Zarak le valeureux (Zarak) de   Terence Young
- 1956 : The Gamma People (en) de  John Gilling
- 1957 : L'Enfer des tropiques (Fire Down Below) de Robert Parrish
- 1957 : Police internationale (Interpol) de  John Gilling
- 1957 : Pilotes de haut-vol (High Flight) de  John Gilling
- 1957 : Comment tuer un oncle à héritage (How to Murder a Rich Uncle) de Nigel Patrick
- 1958 : La Brigade des bérets noirs (No Time to Die) de   Terence Young
- 1958 : Signes particuliers : néant (The Man Inside) de  John Gilling
- 1959 : La Charge du 7ème lanciers (en) (The Bandit of Zhobe) de  John Gilling
- 1959 : Les Aventuriers du Kilimandjaro (Killers of Kilimanjaro) de  Richard Thorpe
- 1960 : Les Procès d'Oscar Wilde (The Trials of Oscar Wilde) de Ken Hughes
- 1961 : Johnny Nobody (en)  de Nigel Patrick
- 1961 : Les Diables du Sud (The Hellions) de Ken Annakin
- 1963 : Les Drakkars (The Long Ships) de  Jack Cardiff
- 1965 : Genghis Khan de   Henry Levin
- 1966 : Matt Helm, agent très spécial (The Silencers) de Phil Karlson
- 1966 : Bien joué Matt Helm (Murderers' Row) de   Henry Levin
- 1967 : Matt Helm traqué (The Ambushers) de   Henry Levin
- 1968 : Les requins volent bas (Hammerhead) de David Miller
- 1968 : Matt Helm règle son compte (The Wrecking Crew) de   Phil Karlson
- 1969 : La Haine des desperados (The Desperados) de   Henry Levin
- 1970 : Eyewitness (Les Inconnus de Malte)[réf. nécessaire] de John Hough
- 1970 : Cromwell de  Ken Hughes
- 1975 : Matt Helm (TV)

### Comme réalisateur
- 1941 : Forty Boys and a Song (en)
- 1946 : Avalanche (en)
- 1946 : Strange Voyage (en)
- 1947 : Climbing the Mountain
- 1947 : Climbing the Matterhorn (en)
- 1947 : High Conquest (en)
- 1948 : 16 Fathoms Deep
- 1949 : Chase of Death
- 1950 : The Return of Gilbert and Sullivan
- 1950 : L'Homme de la tour Eiffel (The Man on the Eiffel Tower)
- 1951 : New Mexico (en)
- 1951 : Slaughter Trail (en)